# علم المغرب العربي

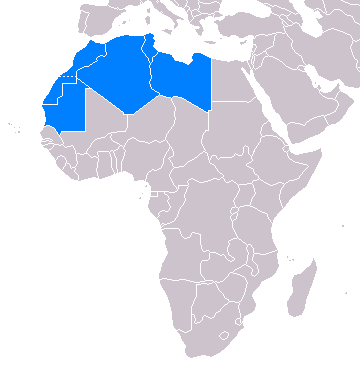
موقع المغرب العربي

علم المغرب العربي هو علم اتحاد بلدان المغرب العربي والدول الأعضاء في اتحاد المغرب العربي: المغرب، الجزائر، تونس، موريتانيا، ليبيا. تم تصميم العلم بالاعتماد على أعلام هذه الدول.
يرمز الأخضر إلى الخصوبة والتقدم؛ الأبيض إلى السلام، الأحمر إلى دماء الشهداء، والأصفر إلى الصحراء. ترمز النجوم الخمس إلى الدول الأعضاء فيما يشير الهلال إلى الديانة الإسلامية.
| - علم المغرب - علم الجزائر - علم تونس - علم موريتانيا - علم ليبيا |

## مواقع خارجية
- الموقع الرسمي
- علم المغرب العربي في FOTW.